# Stenelmis lignicola
Stenelmis lignicola is een keversoort uit de familie beekkevers (Elmidae). De wetenschappelijke naam van de soort werd in 1992 gepubliceerd door Schmude & Brown in Schmude, Barr & Brown.